# Cyathea steyermarkii
Cyathea steyermarkii är en ormbunkeart som beskrevs av R. Tryon. Cyathea steyermarkii ingår i släktet Cyathea och familjen Cyatheaceae. Inga underarter finns listade.